# 伊藤佑介
伊藤佑介（いとう ゆうすけ、1979年5月27日 - ）は、日本の大道芸人（けん玉師）。東京都日野市出身。

## アマチュア時代
7歳から兄の影響でけん玉を始める。小学校3年生のとき、日野市のひの社会教育センター内にある日野けん玉道場に1期生として入会する。アマチュア時代には、通算10回のけん玉全日本大会に優勝する。2002年には、もしかめのギネス記録7時間35分55秒(2002年当時)も樹立した。同年に青山学院大学卒業後は、深夜に新聞の配送梱包作業のアルバイトをしながらアマチュアのけん玉師として活動を続けていた。

## プロフェッショナル時代
2003年にヘブンアーティスト審査に合格。同年、けん玉師(大道芸人)としてプロデビュー。黎明期であったプロ時代初期は、金髪という奇抜な髪型であった。日本の伝統的な玩具であるけん玉を遊びからパフォーマンスへと変化させる。
2005年には芸王グランプリで優勝した。さらに「和音和技」としてユニット活動を開始した。けん玉と津軽三味線、さらに2010年より尺八を追加してのコラボレーションユニット。さらに、9月23日にTBS「ザ・人類の極限ショー」に出演。けん玉界のカリスマと紹介され、20メートルの長い糸でのけん玉を成功させる。大道芸ワールドカップin静岡2010では、オン部門に初出場した。(2009年はオフ部門で出場)　11月29 日には「Pentel STYLE」にけん玉を始めてからの足跡が掲載された。
現在は、日本全国の商業施設などで年間約250回のけん玉ショー及びワークショップを行っている。個人教室としては、武蔵野市と小金井市でけん玉クラブを開設している。さらに、欧州の海外公演も行った。2012年12月20日から24日まで、タイ・バンコクフェスティバルに出演した。大道芸ワールドカップin静岡では2013、2014と連続出場した。

## 出演歴

### テレビ
- さんまのSUPERからくりTV - 2009年11月8日
- メヂカラ - 2010年2月18日
- 金曜バラエティー - 2010年7月30日
- ザ・人類の極限ショー - 2010年9月23日
- シャキーン! - 2011年7月4日、2011年10月24日
- おはスタ - 2011年9月9日
- 芸能界特技王決定戦 TEPPEN - 2013年1月5日

### イベント
- はこだて国際民俗芸術祭 - 011回（2018年8月5日-8月8日）

## 著書
- けん玉で生きる 私の夢の育て方（遊行社、2015年1月1日） ISBN 9784902443295